# ظل صوتي
منطقة الظل الصوتي (بالإنگليزية: Acousic Shadow أو Sound Shadow) هي منطقة لا يصلها الصوت أو تقل شدة الصوت عندها بسبب وجود عوائق.
عندما يموت الصوت ، تكون الظلال الصوتية هي المناطق التي لا تتغلغل فيها الأصوات ، من اتجاه معين وفي يوم معين ؛ تحدث هذه الظواهر الصوتية إما بسبب امتصاص الموجات الصوتية أو انكسارها أو نفخها ببساطة في اتجاه مختلف. غير ملحوظة نسبيا في عالمنا الحديث. لعبت هذه الظاهرة دورا هاما في بعض المعارك الأكثر شهرة في الحرب الأهلية الأمريكية.
زمن الحرب الاتصالات في 19عشر مئة عام
تذكر أنه عندما خاضت الحرب الأهلية ، كانت الاتصالات بعيدة المدى في الولايات المتحدة بدائية وفقًا لمعايير اليوم. في حين تلقى الرئيس لينكولن تقارير عن ساحة المعركة من قادته عبر التلغراف ، كانت الاتصالات التي تتم حتى اللحظة الأخيرة ، ولا سيما بين قادة المعارك الذين يتنقلون باستمرار ، تتم في كثير من الأحيان من خلال السعاة. معلومات أخرى ، مثل وضع جبهة القتال ، تم تمييزها ، وفقا للمؤرخ تشارلز روس ، ببساطة عن طريق الاستماع.
كان صوت المعركة في الغالب الطريقة الأسرع والأكثر فعالية التي يمكن للقائد من خلالها الحكم على مسار المعركة. كانت تصرفات القوات في كثير من الأحيان مبنية على الشدة النسبية للأصوات من مواقع مختلفة.
لذلك ، إذا كان القائد غير قادر على سماع أصوات القتال ، لأي سبب من الأسباب ، كان معزولاً فعلياً عن النزاع. مع العلم أن الظلال الصوتية تدخلت في قرارات القيادة خلال العديد من المعارك الكبرى في الحرب الأهلية ، قال روس: "قد يذهب المرء إلى حد القول إن الظلال الصوتية تحدد مسار الحرب بأكملها".